# TFF 1. Lig 2016/17
Die TFF 1. Lig 2016/17 war die 54. Spielzeit der zweithöchsten türkischen Spielklasse im Fußball der Männer. Sie begann am 19. August 2016 mit der Begegnung zwischen Denizlispor und dem Aufsteiger Bandırmaspor und endete am 4. Juni 2017 mit dem Play-off-Finale zwischen Eskişehirspor gegen Göztepe Izmir. 

## Teilnehmer
Zu Saisonbeginn waren zu den von der vorherigen Saison verbleibenden 12 Mannschaften, die drei Absteiger aus der erstklassigen Süper Lig Mersin İdman Yurdu, Sivasspor, Eskişehirspor und die drei Aufsteiger aus der drittklassigen TFF 2. Lig Ümraniyespor, Manisaspor, Bandırmaspor hinzugekommen.
Der Erstligaabsteiger Mersin İdman Yurdu kehrte damit nach zweijähriger Erstligazugehörigkeit wieder in die 1. Lig zurück, wohingegen Eskişehirspor nach achtjähriger und Sivasspor nach elfjähriger Erstligazugehörigkeit wieder an der zweithöchsten türkischen Spielklasse teilnahmen. Der Aufsteiger Manisaspor kehrte als Drittligameister nach einjähriger, Bandırmaspor als Play-off-Sieger der TFF 2. Lig nach 13-Jähriger zurück, während Ümraniyespor als Drittligameister zum ersten Mal in seiner Vereinshistorie in die 1. Lig aufstieg.

### Mannschaften 2016/17
| Mannschaft                     | Stadt     | Gründung | In der Liga seit | Letzte Saison | Zweitligaspielzeiten |
| ------------------------------ | --------- | -------- | ---------------- | ------------- | -------------------- |
| Sivasspor (Absteiger)          | Sivas     | 1967     | 2016             | 16. 1         | 25                   |
| Eskişehirspor (Absteiger)      | Eskişehir | 1965     | 2016             | 17. 1         | 16                   |
| Mersin İdman Yurdu (Absteiger) | Mersin    | 1912     | 2004             | 18. 1         | 35                   |
| Adana Demirspor                | Adana     | 1940     | 2012             | 4.            | 28                   |
| Balıkesirspor                  | Balıkesir | 1966     | 2015             | 6.            | 26                   |
| Elazığspor                     | Elazığ    | 1967     | 2014             | 5.            | 27                   |
| Giresunspor                    | Giresun   | 1967     | 2014             | 7.            | 28                   |
| Büyükşehir Gaziantepspor       | Gaziantep | 1998     | 2005             | 8.            | 16                   |
| Samsunspor                     | Samsun    | 1965     | 2012             | 9.            | 22                   |
| Altınordu Izmir                | Izmir     | 1923     | 2014             | 10.           | 25                   |
| Yeni Malatyaspor               | Malatya   | 1986     | 2015             | 11.           | 3                    |
| Boluspor                       | Bolu      | 1965     | 2007             | 12.           | 23                   |
| Göztepe Izmir                  | Izmir     | 1925     | 2015             | 13.           | 25                   |
| Şanlıurfaspor                  | Şanlıurfa | 1969     | 2012             | 14.           | 20                   |
| Denizlispor                    | Denizli   | 1966     | 2010             | 15.           | 32                   |
| Ümraniyespor (Aufsteiger)      | Istanbul  | 1938     | 2016             | 1. 2          | 1                    |
| Manisaspor (Aufsteiger)        | Manisa    | 1965     | 2016             | 1. 2          | 28                   |
| Bandırmaspor (Aufsteiger)      | Bandırma  | 1965     | 2016             | 3. 2, 3       | 26                   |

| Mersin İdman Yurdu |

| Eskişehirspor |

| Sivasspor |

| Giresunspor |

| Altınordu, Göztepe |

| Gaziantep BB |

| Boluspor |

| Şanlıurfaspor |

| Denizlispor |

| Yeni Malatyaspor |

| Samsunspor |

| Ümraniyespor |

| Manisaspor |

| Bandırmaspor |

| Balıkesirspor |

| Elazığspor |

| Adana Demirspor |

## Besondere Vorkommnisse
- Infolge von unterschiedlichen Regelverstößen verhängt die FIFA im Oktober 2016 gleich mehreren Zweitligisten Strafen in Form von Punktabzügen. So wurden den Vereinen Adana Demirspor, Denizlispor, Manisaspor und Mersin İdman Yurdu drei Punkte und Elazığspor gleich 12 Punkte abgezogen.[3] Der türkische Fußballverband entschied am 10. November 2016, dass Elazığspor statt der 12 Punkte lediglich sechs Punkte abgezogen werden.[4]

- Während der Nachspielzeit des Meisterschaftsspiels zwischen Göztepe Izmir und Eskişehirspor am 23. Oktober 2016 verließ die Mannschaft von Eskişehirspor aus Protest den Platz. Zu dem Zeitpunkt führte die Heimmannschaft Göztepe Izmir mit 2:1. Vier Tage später gab der türkische Fußballverband bekannt, dass das Spiel mit 3:0 gewertet wird und Eskişehirspor drei Punkte abgezogen werden.

## Statistiken

### Abschlusstabelle
| Pl. | Verein                   | Sp. | S  | U  | N  | Tore    | Diff. | Punkte |
| --- | ------------------------ | --- | -- | -- | -- | ------- | ----- | ------ |
| 1.  | Sivasspor (A)            | 34  | 17 | 11 | 6  | 051:270 | +24   | 62     |
| 2.  | Evkur Yeni Malatyaspor   | 34  | 18 | 7  | 9  | 047:400 | +7    | 61     |
| 3.  | Eskişehirspor 4 (A)      | 34  | 16 | 11 | 7  | 062:430 | +19   | 56     |
| 4.  | Boluspor                 | 34  | 16 | 6  | 12 | 056:530 | +3    | 54     |
| 5.  | Göztepe Izmir            | 34  | 15 | 8  | 11 | 055:510 | +4    | 53     |
| 6.  | Giresunspor              | 34  | 15 | 8  | 11 | 040:340 | +6    | 53     |
| 7.  | Altınordu Izmir          | 34  | 14 | 11 | 9  | 045:370 | +8    | 53     |
| 8.  | Ümraniyespor (N)         | 34  | 12 | 12 | 10 | 042:380 | +4    | 48     |
| 9.  | Balıkesirspor            | 34  | 10 | 12 | 12 | 056:480 | +8    | 42     |
| 10. | Elazığspor 4             | 34  | 12 | 11 | 11 | 043:350 | +8    | 41     |
| 11. | Denizlispor 4            | 34  | 11 | 10 | 13 | 046:450 | +1    | 40     |
| 12. | Manisaspor 4 (N)         | 34  | 11 | 9  | 14 | 047:530 | −6    | 39     |
| 13. | Büyükşehir Gaziantepspor | 34  | 9  | 10 | 15 | 037:460 | −9    | 37     |
| 14. | Adana Demirspor 4        | 34  | 8  | 15 | 11 | 047:510 | −4    | 36     |
| 15. | Samsunspor               | 34  | 9  | 9  | 16 | 027:460 | −19   | 36     |
| 16. | Şanlıurfaspor            | 34  | 9  | 9  | 16 | 038:460 | −8    | 36     |
| 17. | Bandırmaspor (N)         | 34  | 9  | 8  | 17 | 043:520 | −9    | 35     |
| 18. | Mersin İdman Yurdu 4 (A) | 34  | 6  | 11 | 17 | 035:710 | −36   | 26     |

Platzierungskriterien: 1. Punkte – 2. Direkter Vergleich (Punkte, Tordifferenz, geschossene Tore) – 3. Tordifferenz – 4. geschossene Tore

| (A) | Absteiger aus der Süper Lig 2015/16 |
| (N) | Neuling aus der TFF 2. Lig 2015/16  |

### Kreuztabelle
Die Kreuztabelle stellt die Ergebnisse aller Spiele dieser Saison dar. Die Heimmannschaft ist in der linken Spalte, die Gastmannschaft in der oberen Zeile aufgelistet.
| 2016/17                  | Sivasspor | Eskişehirspor | Mersin İdman Yurdu | Adana Demirspor | Elazığspor | Balıkesirspor | Giresunspor | Büyükşehir Gaziantepspor | Samsunspor | Altınordu Izmir |     | Boluspor | Göztepe Izmir | Şanlıurfaspor | Denizlispor | Manisaspor | Ümraniyespor | Bandırmaspor |
| ------------------------ | --------- | ------------- | ------------------ | --------------- | ---------- | ------------- | ----------- | ------------------------ | ---------- | --------------- | --- | -------- | ------------- | ------------- | ----------- | ---------- | ------------ | ------------ |
| Sivasspor                |           | 2:0           | 6:0                | 0:0             | 0:0        | 1:1           | 2:0         | 1:0                      | 2:1        | 2:1             | 4:0 | 3:1      | 3:0           | 2:0           | 1:2         | 2:0        | 0:0          | 3:0          |
| Eskişehirspor            | 2:2       |               | 6:0                | 2:4             | 3:1        | 3:2           | 1:0         | 2:2                      | 6:1        | 3:0             | 2:0 | 1:1      | 4:0           | 1:1           | 0:3         | 1:5        | 0:0          | 4:1          |
| Mersin İdman Yurdu       | 1:0       | 0:4           |                    | 2:2             | 0:2        | 1:4           | 0:2         | 0:3                      | 3:0        | 1:1             | 1:3 | 2:2      | 5:6           | 3:2           | 0:0         | 0:0        | 0:2          | 1:0          |
| Adana Demirspor          | 1:1       | 0:1           | 0:0                |                 | 1:0        | 1:2           | 1:2         | 4:1                      | 1:0        | 2:2             | 1:2 | 1:2      | 2:1           | 0:0           | 2:1         | 1:1        | 3:3          | 1:4          |
| Elazığspor               | 1:1       | 0:0           | 3:0                | 4:2             |            | 5:1           | 2:0         | 0:0                      | 2:1        | 0:0             | 1:2 | 0:2      | 5:2           | 0:0           | 0:3         | 2:2        | 1:0          | 2:0          |
| Balıkesirspor            | 1:1       | 1:2           | 3:3                | 4:2             | 4:1        |               | 0:1         | 0:0                      | 5:0        | 1:1             | 2:2 | 1:2      | 2:1           | 1:1           | 1:2         | 1:2        | 3:1          | 5:0          |
| Giresunspor              | 1:2       | 0:0           | 1:0                | 1:1             | 2:1        | 1:0           |             | 2:1                      | 3:0        | 1:0             | 1:1 | 1:2      | 1:1           | 3:1           | 1:0         | 3:1        | 2:0          | 1:0          |
| Büyükşehir Gaziantepspor | 2:1       | 0:1           | 1:2                | 1:1             | 0:3        | 1:1           | 2:1         |                          | 3:0        | 1:4             | 1:2 | 1:2      | 1:1           | 2:0           | 1:1         | 1:0        | 2:1          | 3:1          |
| Samsunspor               | 0:0       | 1:2           | 1:1                | 0:0             | 0:0        | 1:0           | 1:0         | 0:0                      |            | 0:0             | 3:0 | 3:0      | 1:2           | 2:1           | 1:0         | 1:2        | 2:2          | 0:0          |
| Altınordu Izmir          | 0:0       | 3:0           | 3:1                | 2:1             | 0:0        | 1:0           | 2:2         | 2:0                      | 0:2        |                 | 1:0 | 2:0      | 0:1           | 2:0           | 2:1         | 1:1        | 1:1          | 1:1          |
| Evkur Yeni Malatyaspor   | 0:0       | 1:2           | 2:1                | 1:1             | 1:0        | 2:1           | 1:1         | 2:0                      | 1:0        | 2:0             |     | 1:1      | 1:0           | 2:1           | 3:1         | 3:1        | 2:1          | 0:1          |
| Boluspor                 | 4:1       | 2:2           | 0:2                | 2:1             | 1:2        | 2:3           | 4:1         | 2:1                      | 2:1        | 3:2             | 1:5 |          | 1:0           | 0:2           | 2:0         | 4:0        | 1:0          | 4:1          |
| Göztepe Izmir            | 0:1       | 3:0 5         | 2:0                | 3:2             | 1:1        | 1:1           | 2:1         | 2:2                      | 4:1        | 3:2             | 2:0 | 1:0      |               | 2:0           | 2:4         | 1:0        | 0:1          | 3:3          |
| Şanlıurfaspor            | 2:1       | 1:1           | 1:1                | 1:2             | 2:1        | 2:3           | 1:1         | 0:0                      | 1:2        | 3:0             | 1:2 | 4:0      | 2:2           |               | 0:1         | 2:0        | 1:0          | 1:0          |
| Denizlispor              | 2:3       | 1:0           | 2:2                | 1:1             | 0:0        | 1:1           | 2:1         | 2:1                      | 0:1        | 1:2             | 1:1 | 3:2      | 1:1           | 2:4           |             | 1:2        | 0:2          | 3:1          |
| Manisaspor               | 0:1       | 3:3           | 2:0                | 1:2             | 1:0        | 1:1           | 1:2         | 2:0                      | 0:0        | 0:2             | 0:2 | 2:2      | 0:3           | 2:0           | 3:2         |            | 5:2          | 6:2          |
| Ümraniyespor             | 4:1       | 2:2           | 2:2                | 1:1             | 2:1        | 2:0           | 1:0         | 2:1                      | 1:0        | 1:2             | 1:0 | 2:2      | 0:1           | 1:0           | 1:1         | 1:1        |              | 0:0          |
| Bandırmaspor             | 0:1       | 0:1           | 3:0                | 2:2             | 1:2        | 0:0           | 0:0         | 1:2                      | 2:0        | 2:3             | 5:0 | 1:0      | 3:1           | 4:0           | 0:0         | 4:0        | 0:2          |              |

### Torschützenliste
Bei gleicher Anzahl von Treffern sind die Spieler alphabetisch nach Nachnamen bzw. Künstlernamen sortiert.
| Rang                | Name                | Mannschaft       | Tore | davon 11 m |
| ------------------- | ------------------- | ---------------- | ---- | ---------- |
| 01.                 | Mickaël Poté        | Adana Demirspor  | 24   | 5          |
| 02.                 | Adis Jahović        | Göztepe Izmir    | 21   | 2          |
| 03.                 | Rydell Poepon       | Boluspor         | 20   | 0          |
| 04.                 | Bruno Mezenga       | Eskişehirspor    | 16   | 1          |
| 05.                 | Christian Bekamenga | Balıkesirspor    | 14   | 0          |
| 06.                 | Boubacar Dialiba    | Yeni Malatyaspor | 13   | 0          |
| 06.                 | André Santos        | Boluspor         | 13   | 0          |
| 08.                 | İbrahim Akdağ       | Ümraniyespor     | 12   | 6          |
| 08.                 | Atabey Çiçek        | Bandırmaspor     | 12   | 1          |
| 08.                 | Semih Şentürk       | Eskişehirspor    | 12   | 1          |
| 11.                 | Bahattin Köse       | Manisaspor       | 11   | 0          |
| 11.                 | Mehmet Umut Nayir   | Göztepe Izmir    | 11   | 3          |
| 11.                 | Özgürcan Özcan      | Giresunspor      | 11   | 4          |
| 11.                 | Erkan Zengin        | Eskişehirspor    | 11   | 5          |
| Stand: 20. Mai 2017 |                     |                  |      |            |

## Play-offs
Halbfinale
- Hinspiele: 25. Mai 2017
- Rückspiele: 29. Mai 2017

|               | Gesamt |               | Hinspiel  | Rückspiel |
| ------------- | ------ | ------------- | --------- | --------- |
| Giresunspor   | 3:4    | Eskişehirspor | 3:3 (2:2) | 0:1 (0:1) |
| Göztepe Izmir | 4:0    | Boluspor      | 2:0 (1:0) | 2:0 (0:0) |

Finale
| Paarung        | Eskişehirspor – Göztepe Izmir |
| Ergebnis       | 1:1 n. V. (1:1, 0:0), 2:3 i. E. |
| Datum          | 4. Juni 2017 um 20:30 Uhr (MEZ) |
| Stadion        | Antalya Stadyumu, Antalya |
| Schiedsrichter | Ali Palabıyık (Ankara) |
| Tore           | 1:0 Chikeluba Ofoedu (53.) 1:1 Adis Jahovic (90.+5') Elfmeterschießen: 1:0 Erkan Zengin 1:1 Adis Jahović 2:1 Bruno Mezenga 2:2 Mehmet Nayir 2:2 Kamil Ahmet Çörekçi 2:2 Aleksandre Kobakhidze 2:2 Uğur İnceman 2:2 Murat Akın 2:2 Semih Şentürk 2:3 Sinan Özkan         |
| Eskişehirspor  | Ruud Boffin – Tarık Çamdal, Hakan Çinemre, Uğur İnceman, Kamil Ahmet Çörekçi – Erkan Zengin , Hürriyet Gücer (116. Semih Şentürk), Dorukhan Toköz (95. Jerry Akaminko), Chikeluba Ofoedu (78. Axel Méyé), Hasan Acar – Bruno Mezenga Cheftrainer: Mustafa Denizli       |
| Göztepe Izmir  | Günay Güvenç – Canberk Dilaver, Léo Schwechlen, Emre Can Coşkun, Tanju Kayhan (85. Murat Akın) – Halil Akbunar (85. Sinan Özkan), Jean-Jacques Gosso, Prince Segbefia, Tayfur Bingöl (85. Aleksandre Kobakhidze) – Mehmet Nayir, Adis Jahović Cheftrainer: Yılmaz Vural |
| Gelbe Karten   | Chikeluba Ofoedu (45.+16'), Tarık Çamdal (82.), Dorukhan Toköz (90.+12') – Göktuğ Bakırbaş (45.+16'), Tanju Kayhan (64.) |
| Besonderheiten | Göztepe Izmir ist als Sieger in die Süper Lig aufgestiegen. |

## Trainer
| Verein                   | Trainer          | im Amt seit  |
| ------------------------ | ---------------- | ------------ |
| Adana Demirspor          | Tekin İncebaldır | 30. Spieltag |
| Altınordu Izmir          | Hüseyin Eroğlu   | 1. Spieltag  |
| Balıkesirspor            | Can Cangök       | 7. Spieltag  |
| Bandırmaspor             | Mustafa Uğur     | 28. Spieltag |
| Boluspor                 | Fuat Çapa        | 1. Spieltag  |
| Denizlispor              | Ali Yalçın       | 30. Spieltag |
| Elazığspor               | Bayram Bektaş    | 11. Spieltag |
| Eskişehirspor            | Mustafa Denizli  | 21. Spieltag |
| Büyükşehir Gaziantepspor | Hüseyin Kalpar   | 28. Spieltag |

| Verein             | Trainer             | im Amt seit  |
| ------------------ | ------------------- | ------------ |
| Giresunspor        | Yücel İldiz         | 11. Spieltag |
| Göztepe Izmir      | Yılmaz Vural        | 26. Spieltag |
| Manisaspor         | Sait Karafırtınalar | 7. Spieltag  |
| Mersin İdman Yurdu | Levent Eriş         | 23. Spieltag |
| Samsunspor         | Osman Özköylü       | 7. Spieltag  |
| Şanlıurfaspor      | Hayati Soydaş       | 32. Spieltag |
| Sivasspor          | Samet Aybaba        | 26. Spieltag |
| Ümraniyespor       | Erkan Sözeri        | 8. Spieltag  |
| Yeni Malatyaspor   | İrfan Buz           | 1. Spieltag  |

### Trainerwechsel vor der Saison
| Verein             | Trainer           | Grund             | Datum           | Nachfolger                      |
| ------------------ | ----------------- | ----------------- | --------------- | ------------------------------- |
| Adana Demirspor    | Yılmaz Vural      | Vertragsauflösung | Juni 2016       | Erkan Sözeri                    |
| Boluspor           | Çetiner Erdoğan   | Interimslösung    | Juni 2016       | Fuat Çapa                       |
| Eskişehirspor      | Samet Aybaba      | Vertragsauflösung | Juni 2016       | Alpay Özalan                    |
| Giresunspor        | Erkan Sözeri      | Vertragsende      | Juni 2016       | Mustafa Kaplan (Fußballspieler) |
| Göztepe Izmir      | Mehmet Aurélio    | Vertragsende      | Juni 2016       | Okan Buruk                      |
| Şanlıurfaspor      | Erhan Altın       | Vertragsende      | Juni 2016       | Ünal Karaman                    |
| Sivasspor          | Mesut Bakkal      | Vertragsende      | Juni 2016       | Osman Özköylü                   |
| Mersin İdman Yurdu | Serkan Damla      | Interimslösung    | 19. Juli 2016   | Levent Arıkdoğan                |
| Manisaspor         | Mehmet Altıparmak | Rücktritt         | 19. August 2016 | Koray Palaz                     |

### Trainerwechsel während der Saison
| Verein                   | Trainer                         | Grund             | Datum              | Nachfolger                             |
| ------------------------ | ------------------------------- | ----------------- | ------------------ | -------------------------------------- |
| Samsunspor               | Engin Korukır                   | Rücktritt         | 20. September 2016 | Kenan Yelek (Interimstrainer)          |
| Samsunspor               | Kenan Yelek                     | Interimslösung    | 7. Oktober 2016    | Osman Özköylü                          |
| Balıkesirspor            | Reha Erginer                    | Rücktritt         | 23. September 2016 | Can Cangök                             |
| Sivasspor                | Osman Özköylü                   | Vertragsauflösung | 28. September 2016 | Mesut Bakkal                           |
| Manisaspor               | Koray Palaz                     | Rücktritt         | 1. Oktober 2016    | Sait Karafırtınalar                    |
| Adana Demirspor          | Erkan Sözeri                    | Vertragsauflösung | 3. Oktober 2016    | Engin İpekoğlu                         |
| Ümraniyespor             | Ahmet Taşyürek                  | Vertragsauflösung | 18. Oktober 2016   | Erkan Sözeri                           |
| Denizlispor              | Selahattin Dervent              | Vertragsauflösung | 21. Oktober 2016   | Ali Tandoğan                           |
| Mersin İdman Yurdu       | Levent Arıkdoğan                | Rücktritt         | 28. Oktober 2016   | Yusuf Şimşek                           |
| Bandırmaspor             | İsmail Ertekin                  | Rücktritt         | 1. November 2016   | Feyyaz Uçar                            |
| Büyükşehir Gaziantepspor | Bülent Bölükbaşı                | Rücktritt         | 7. November 2016   | Vedat Özsoylu (Interimstrainer)        |
| Büyükşehir Gaziantepspor | Vedat Özsoylu                   | Interimslösung    | 10. November 2016  | Metin Diyadin                          |
| Elazığspor               | Ogün Temizkanoğlu               | Vertragsauflösung | 9. November 2016   | Bayram Bektaş                          |
| Giresunspor              | Mustafa Kaplan (Fußballspieler) | Vertragsauflösung | 9. November 2016   | Yücel İldiz                            |
| Şanlıurfaspor            | Ünal Karaman                    | Rücktritt         | 20. November 2016  | İhsan Karabulut (Interimstrainer)      |
| Şanlıurfaspor            | İhsan Karabulut                 | Interimslösung    | 29. November 2016  | Kemal Kılıç                            |
| Mersin İdman Yurdu       | Yusuf Şimşek                    | Rücktritt         | 18. Januar 2017    | Memduh Özbalta                         |
| Eskişehirspor            | Alpay Özalan                    | Vertragsauflösung | 13. Februar 2017   | Mustafa Denizli                        |
| Bandırmaspor             | Feyyaz Uçar                     | Rücktritt         | 19. Februar 2017   | Yusuf Şimşek                           |
| Büyükşehir Gaziantepspor | Metin Diyadin                   | Rücktritt         | 20. Februar 2017   | Oğuz Çetin                             |
| Mersin İdman Yurdu       | Memduh Özbalta                  | Interimslösung    | 18. Januar 2017    | Levent Eriş                            |
| Şanlıurfaspor            | Kemal Kılıç                     | Entlassung        | 4. März 2017       | Ogün Temizkanoğlu                      |
| Göztepe Izmir            | Okan Buruk                      | Rücktritt         | 19. März 2017      | Yılmaz Vural                           |
| Sivasspor                | Mesut Bakkal                    | Rücktritt         | 19. März 2017      | Samet Aybaba                           |
| Denizlispor              | Ali Tandoğan                    | Rücktritt         | 7. April 2017      | Mehmet Ali Keskinler (Interimstrainer) |
| Denizlispor              | Mehmet Ali Keskinler            | Interimslösung    | April 2017         | Ali Yalçın                             |
| Bandırmaspor             | Yusuf Şimşek                    | Rücktritt         | 10. April 2017     | Mustafa Uğur                           |
| Büyükşehir Gaziantepspor | Oğuz Çetin                      | Vertragsauflösung | 13. April 2017     | Hüseyin Kalpar                         |
| Adana Demirspor          | Engin İpekoğlu                  | Rücktritt         | 2. Mai 2017        | Tekin İncebaldır                       |
| Şanlıurfaspor            | Ogün Temizkanoğlu               | Entlassung        | 4. März 2017       | Hayati Soydaş                          |

## Spielstätten
| Verein             | Stadion | Kapazität            |                  | Verein | Stadion              | Kapazität |
| Göztepe Izmir      | İzmir Atatürk Stadı (bis zum 6. Spieltag) Bornova Stadı (seit dem 8. Spieltag)                                                 | 51.295 06.500        | Adana Demirspor  | 5 Ocak Fatih Terim Stadı                                                                                      | 16.059               |           |
| Eskişehirspor      | Eskişehir Atatürk Stadı (bis zum 7. Spieltag) Osmanlı Stadı (9. Spieltag) Eskişehir Yeni Atatürk Stadı (seit dem 11. Spieltag) | 13.520 20.000 34.930 | Balıkesirspor    | Balıkesir Atatürk Stadı                                                                                       | 15.800               |           |
| Şanlıurfaspor      | Şanlıurfa GAP Stadı | 28.965               | Denizlispor      | Denizli Atatürk Stadı                                                                                         | 15.427               |           |
| Mersin Idman Yurdu | Mersin Arena | 25.497               | Elazığspor       | Elazığ Atatürk Stadı                                                                                          | 12.514               |           |
| Sivasspor          | Yeni 4 Eylül Stadyumu | 27.532               | Giresunspor      | Giresun Atatürk Stadı                                                                                         | 12.191               |           |
| Gaziantep BB       | Kâmil Ocak Stadı | 16.981               | Yeni Malatyaspor | Malatya İnönü Stadı Vodafone Arena (20. und 22. Spieltag) Başakşehir Fatih Terim Stadı (24. und 26. Spieltag) | 10.411 41.903 17.800 |           |
| Altınordu Izmir    | İzmir Atatürk Stadı (bis zum 9. Spieltag) Bornova Stadı (seit dem 12. Spieltag)                                                | 51.295 06.500        | Bandırmaspor     | Bandırma 17 Eylül Stadı                                                                                       | 10.410               |           |
| Manisaspor         | Manisa 19 Mayıs Stadı | 16.597               | Boluspor         | Bolu Atatürk Stadı                                                                                            | 08.881               |           |
| Samsunspor         | Samsun 19 Mayıs Stadı | 16.480               | Ümraniyespor     | Atatürk-Olympiastadion (bis zum 9. Spieltag) Ümraniye Şehir Stadı (seit dem 11. Spieltag)                     | 75.145 n.v.          |           |

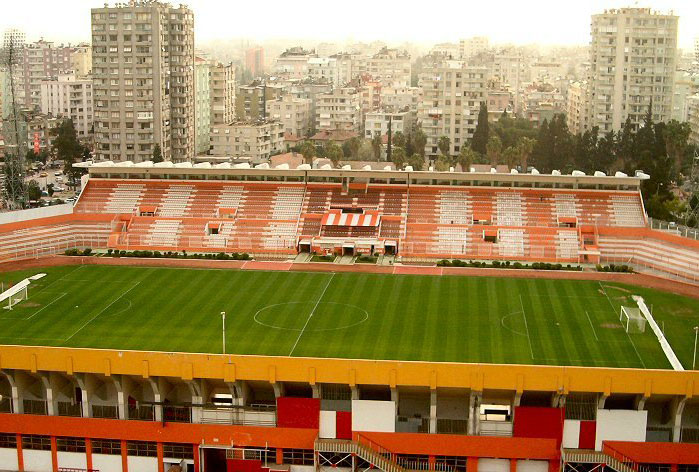
5 Ocak Fatih Terim Stadı
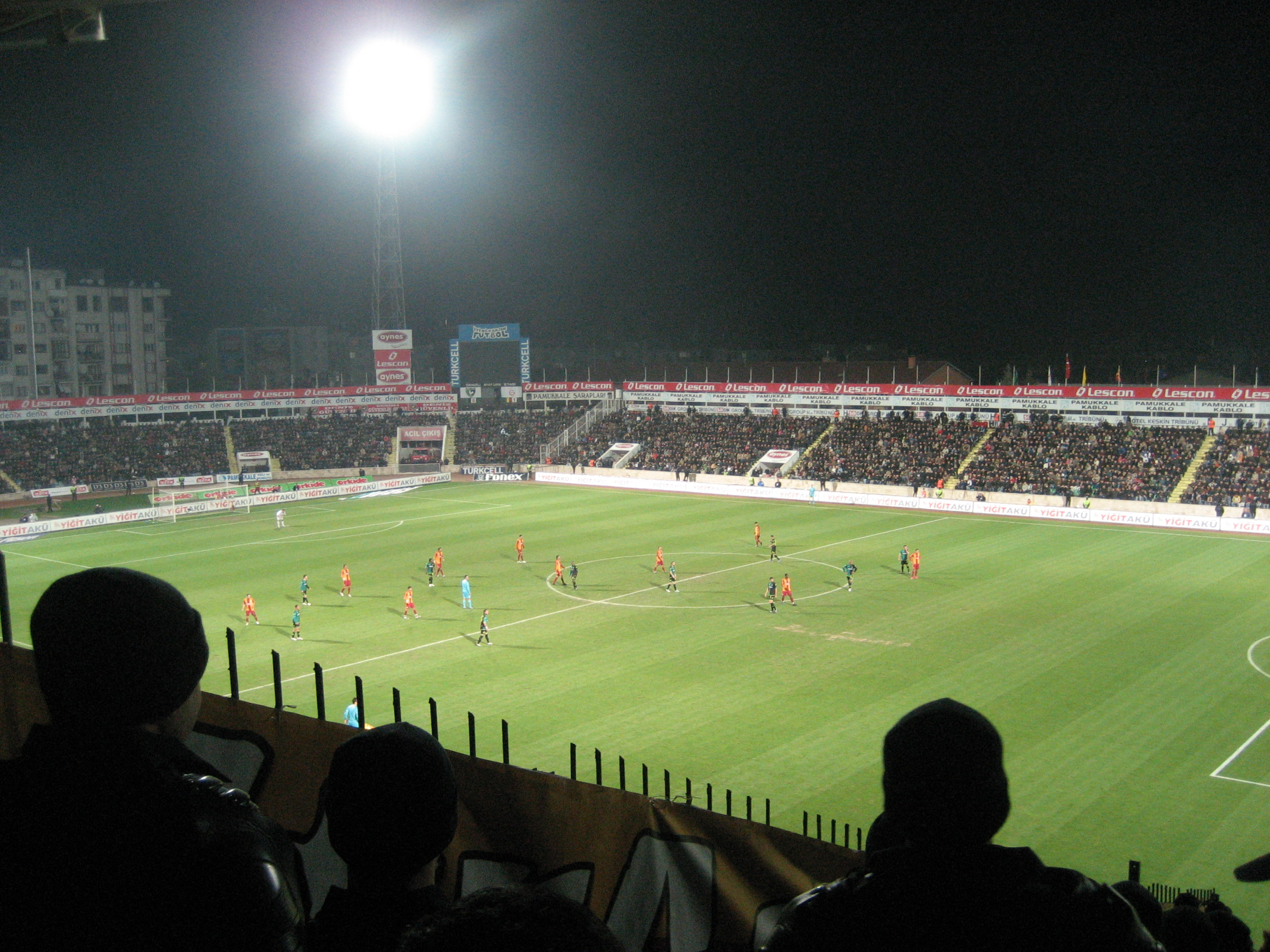
Denizli Atatürk Stadı
Eskişehir Yeni Atatürk Stadı
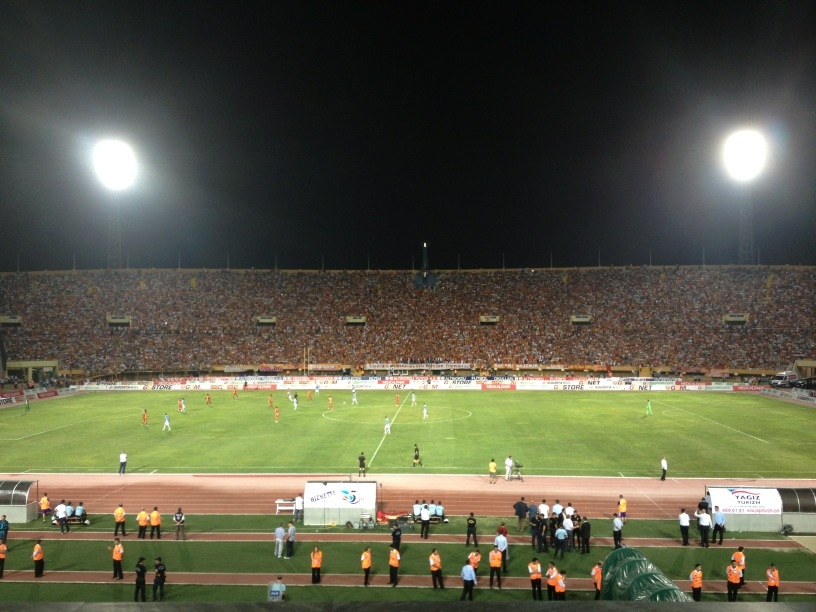
İzmir Atatürk Stadı
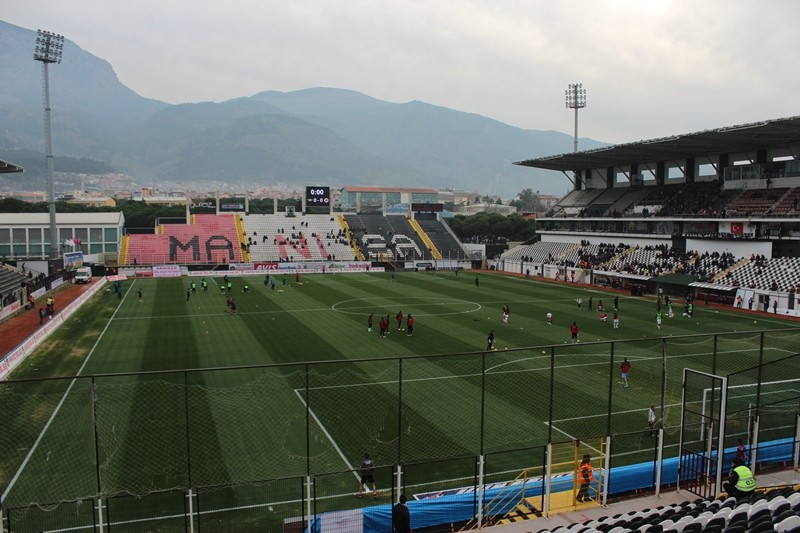
Manisa 19 Mayıs Stadı
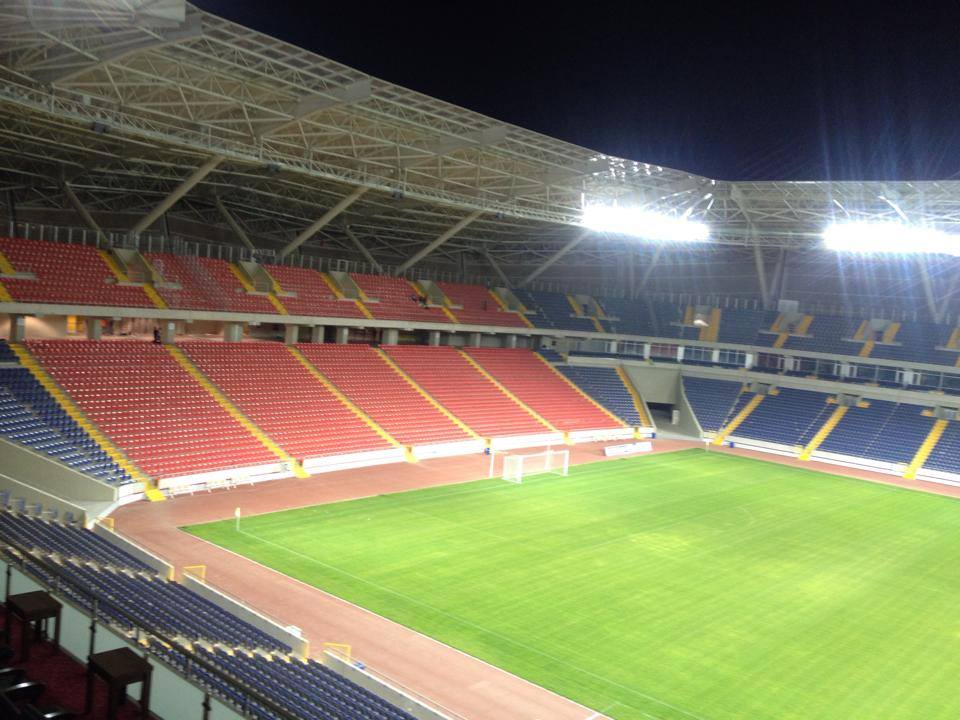
Mersin Arena